# Lillsjön (Vårdinge socken, Södermanland)
Lillsjön är en sjö i Södertälje kommun i Södermanland och ingår i Trosaåns huvudavrinningsområde. Sjön är 1,8 meter djup, har en yta på 0,008 kvadratkilometer och befinner sig 61 meter över havet.